# من ریچل پلتن هستم
من ریچل پلتن هستم (انگلیسی: I Am Rachel Platten) پنجمین آلبوم استودیویی از خواننده و ترانه‌پرداز آمریکایی ریچل پلتن است. این آلبوم در ۳ سپتامبر ۲۰۲۴ تحت ناشر مستقل خود او با نام وایولت رکوردز منتشر شد. این اثر نخستین آلبوم استودیویی پلتن پس از هفت سال و پس از آلبوم پیشین او با عنوان موج‌ها که در سال ۲۰۱۷ منتشر شده بود، عرضه شده است.